# أباشيري (هوكايدو)
مدينة أباشيري (بالإنجليزية: Abashiri)‏ هي أحد المدن التابعة لمحافظة هوكايدو. تأسست رسميًا في 11/02/1947. ويقدر عدد سكانها بـ 38548 نسمة حسب تقدير مكتب الإحصاء الياباني لعام 2012. تبلغ مساحة أباشيري 471 كم2. بكثافة سكانية تبلغ 81.8 نسمة/كم2.

## المناخ
يظهر الجدول التالي التغييرات المناخية على مدار السنة لأباشيري:
| البيانات المناخية لـأباشيري         | البيانات المناخية لـأباشيري | البيانات المناخية لـأباشيري | البيانات المناخية لـأباشيري | البيانات المناخية لـأباشيري | البيانات المناخية لـأباشيري | البيانات المناخية لـأباشيري | البيانات المناخية لـأباشيري | البيانات المناخية لـأباشيري | البيانات المناخية لـأباشيري | البيانات المناخية لـأباشيري | البيانات المناخية لـأباشيري | البيانات المناخية لـأباشيري | البيانات المناخية لـأباشيري |
| الشهر                               | يناير                       | فبراير                      | مارس                        | أبريل                       | مايو                        | يونيو                       | يوليو                       | أغسطس                       | سبتمبر                      | أكتوبر                      | نوفمبر                      | ديسمبر                      | المعدل السنوي               |
| ----------------------------------- | --------------------------- | --------------------------- | --------------------------- | --------------------------- | --------------------------- | --------------------------- | --------------------------- | --------------------------- | --------------------------- | --------------------------- | --------------------------- | --------------------------- | --------------------------- |
| الدرجة القصوى °م (°ف)               | 11.8 (53.2)                 | 11.1 (52.0)                 | 19.7 (67.5)                 | 31.9 (89.4)                 | 35.4 (95.7)                 | 34.0 (93.2)                 | 37.0 (98.6)                 | 37.6 (99.7)                 | 32.2 (90.0)                 | 27.7 (81.9)                 | 21.7 (71.1)                 | 17.6 (63.7)                 | 37.6 (99.7)                 |
| متوسط درجة الحرارة الكبرى °م (°ف)   | −2.4 (27.7)                 | −2.5 (27.5)                 | 1.6 (34.9)                  | 8.9 (48.0)                  | 14.2 (57.6)                 | 17.2 (63.0)                 | 20.8 (69.4)                 | 23.4 (74.1)                 | 20.2 (68.4)                 | 14.8 (58.6)                 | 7.4 (45.3)                  | 0.7 (33.3)                  | 10.4 (50.6)                 |
| المتوسط اليومي °م (°ف)              | −5.5 (22.1)                 | −6 (21)                     | −1.9 (28.6)                 | 4.4 (39.9)                  | 9.4 (48.9)                  | 13.1 (55.6)                 | 17.1 (62.8)                 | 19.6 (67.3)                 | 16.3 (61.3)                 | 10.6 (51.1)                 | 3.7 (38.7)                  | −2.4 (27.7)                 | 6.5 (43.7)                  |
| متوسط درجة الحرارة الصغرى °م (°ف)   | −9.4 (15.1)                 | −10.1 (13.8)                | −5.5 (22.1)                 | 0.4 (32.7)                  | 5.4 (41.7)                  | 9.8 (49.6)                  | 14.0 (57.2)                 | 16.6 (61.9)                 | 12.9 (55.2)                 | 6.6 (43.9)                  | 0.1 (32.2)                  | −5.9 (21.4)                 | 2.9 (37.2)                  |
| أدنى درجة حرارة °م (°ف)             | −29.2 (−20.6)               | −25.7 (−14.3)               | −23.2 (−9.8)                | −12.4 (9.7)                 | −5.4 (22.3)                 | 0.1 (32.2)                  | 2.8 (37.0)                  | 5.9 (42.6)                  | 3.3 (37.9)                  | −4.6 (23.7)                 | −11.3 (11.7)                | −18.0 (−0.4)                | −29.2 (−20.6)               |
| الهطول مم (إنش)                     | 54.5 (2.15)                 | 36.0 (1.42)                 | 43.5 (1.71)                 | 52.1 (2.05)                 | 61.6 (2.43)                 | 53.5 (2.11)                 | 87.4 (3.44)                 | 101.0 (3.98)                | 108.2 (4.26)                | 70.3 (2.77)                 | 60.0 (2.36)                 | 59.4 (2.34)                 | 787.5 (31.02)               |
| متوسط تساقط الثلوج سم (إنش)         | 105 (41)                    | 81 (32)                     | 66 (26)                     | 21 (8.3)                    | 1 (0.4)                     | 0 (0)                       | 0 (0)                       | 0 (0)                       | 0 (0)                       | 1 (0.4)                     | 18 (7.1)                    | 85 (33)                     | 378 (148.2)                 |
| متوسط الأيام المثلجة                | 27.0                        | 24.1                        | 22.3                        | 11.2                        | 2.4                         | 0                           | 0                           | 0                           | 0                           | 1.4                         | 12.5                        | 23.4                        | 124.3                       |
| متوسط الرطوبة النسبية (%)           | 73                          | 74                          | 72                          | 69                          | 73                          | 80                          | 83                          | 81                          | 77                          | 70                          | 68                          | 70                          | 74                          |
| ساعات سطوع الشمس الشهرية            | 114.3                       | 139.4                       | 172.4                       | 177.8                       | 189.0                       | 174.0                       | 168.7                       | 172.1                       | 165.2                       | 160.1                       | 121.3                       | 115.0                       | 1٬869٫3                     |
| المصدر: Japan Meteorological Agency |                             |                             |                             |                             |                             |                             |                             |                             |                             |                             |                             |                             |                             |

## توأمة
لأباشيري (هوكايدو) اتفاقيات توأمة مع كل من:
- بورت ألبيرني (9 فبراير 1986 - )
- إتومان (1 ديسمبر 2001 - )
- تيندو (24 أبريل 2004 - )
- أتسوغي (5 فبراير 2005 - )

## معرض صور

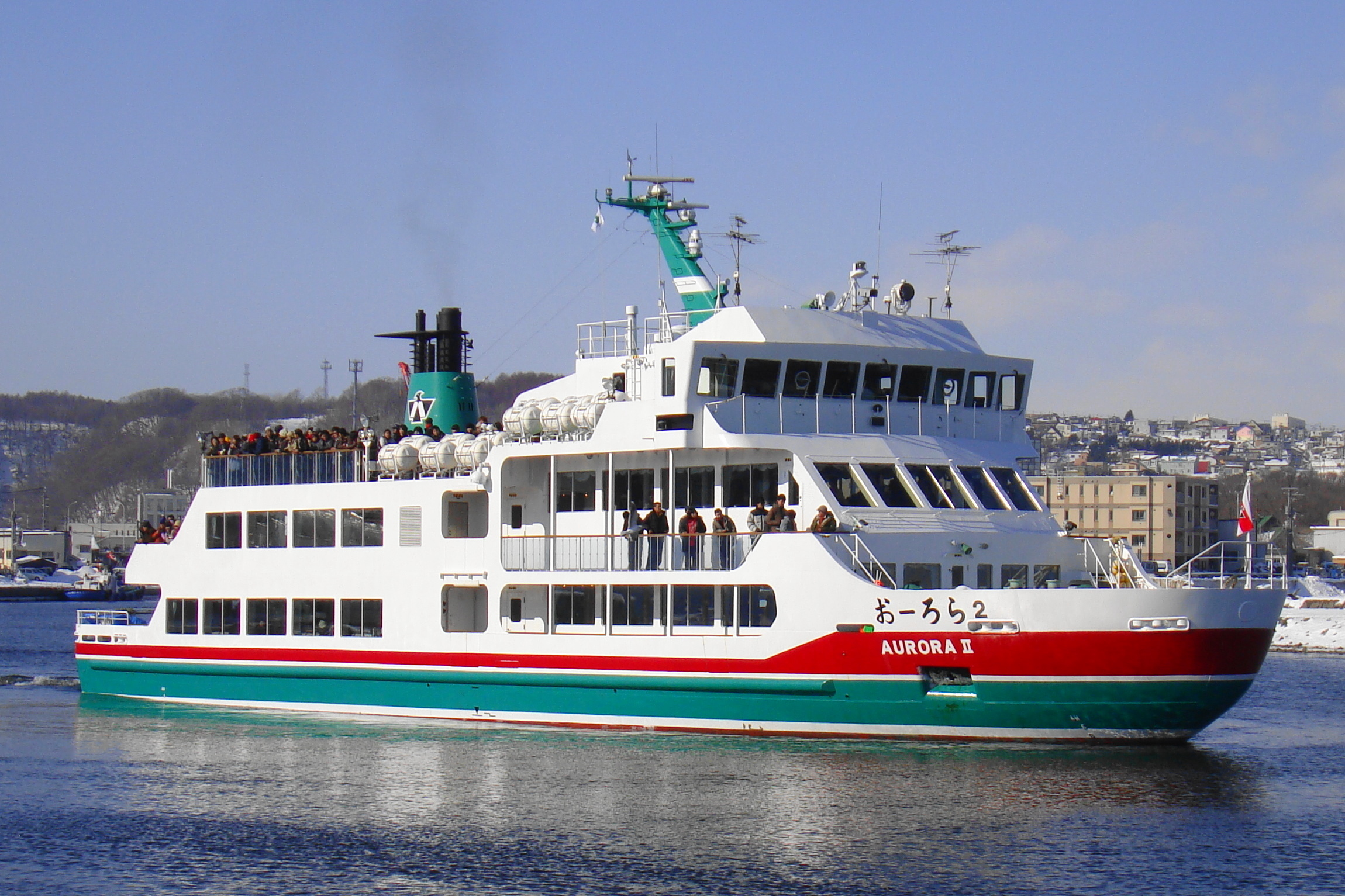
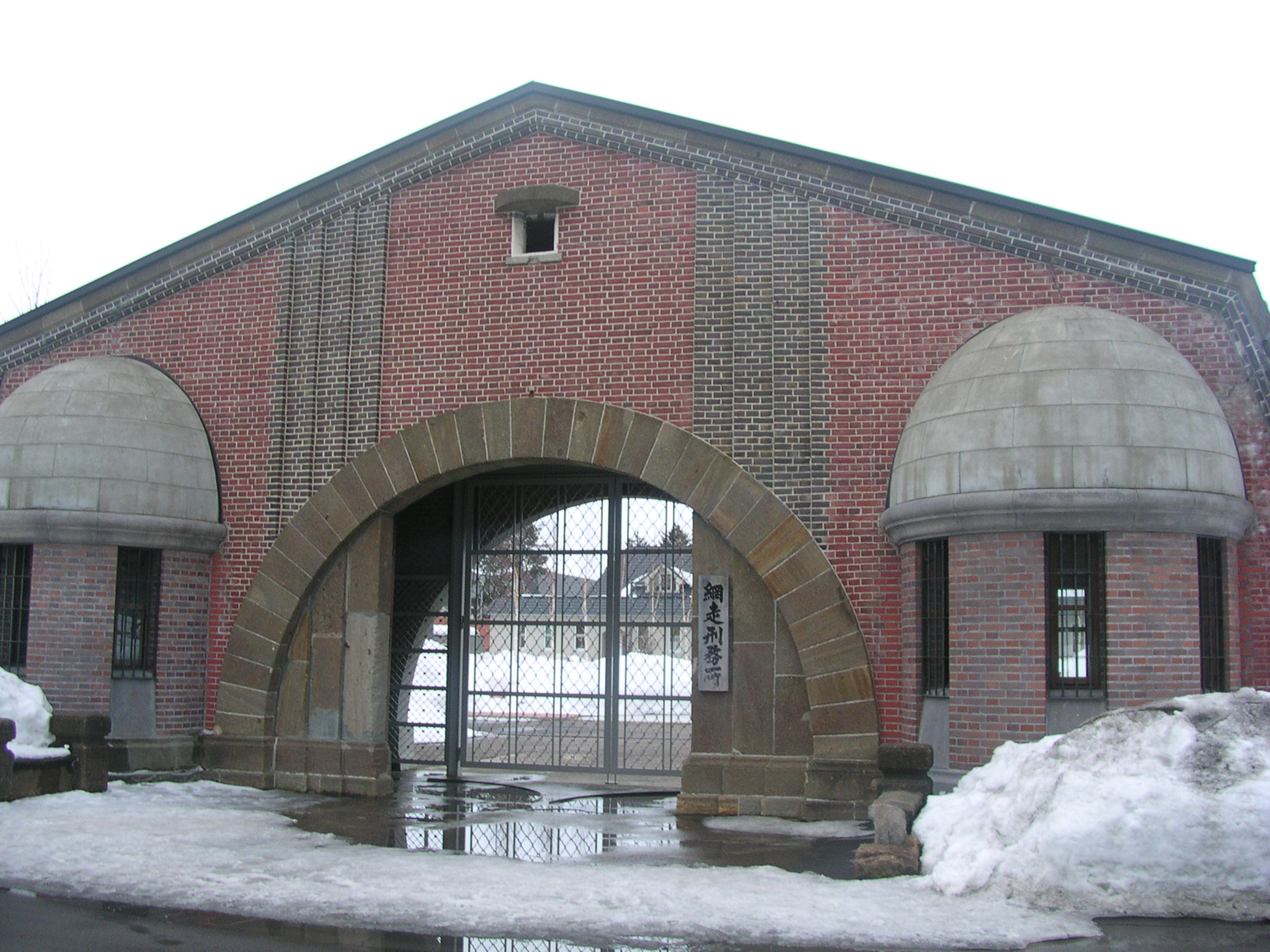
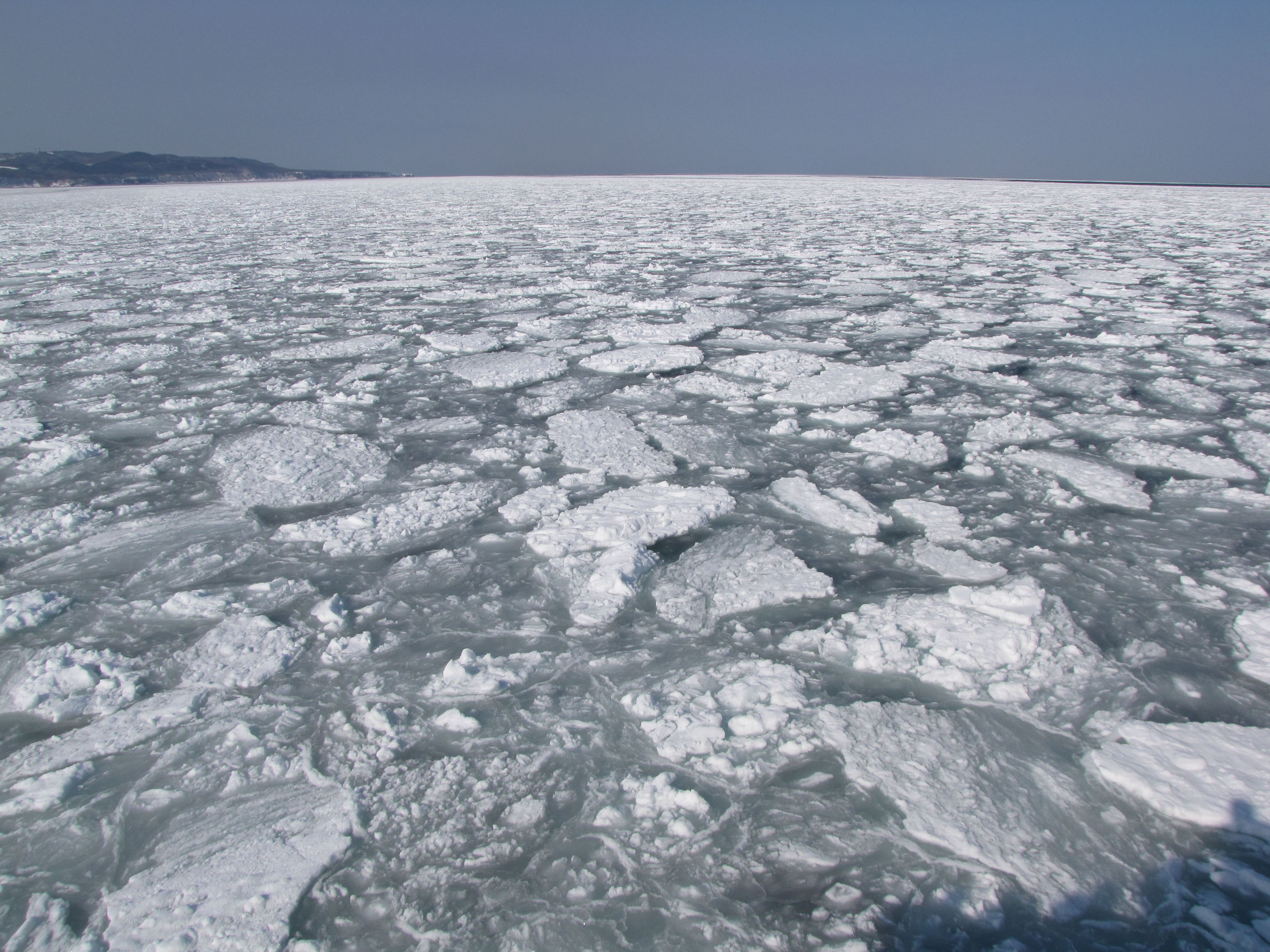